# Bill Thompson
Bill Thompson (8 de julho de 1913 – 15 de julho de 1971) foi um ator de rádio e dublador estadunidense, famoso por trabalhar em papéis da Walt Disney, como o Coelho Branco e Dodo em Alice in Wonderland, Mr. Smee (e outros piratas) em Peter Pan (papéis repetidos por ele nas adaptações para o Lux Radio Theater), e como o Rei Hubert em Sleeping Beauty.
Seu papel mais notório foi na animação Lady and the Tramp (1955), no qual atuou em cinco papéis diferentes: Jock, o Terrier escocês; Bull, o cockney buldogue; Dachsie, o dachshund alemão; Joe, o cozinheiro italiano; e o policial irlandês no zoológico.
O último trabalho de Bill foi como Tio Waldo, em The Aristocats, lançado pouco antes de sua morte repentina por choque séptico agudo em 15 de julho de 1971. Ele recebeu uma estrela na Calçada da Fama de Hollywood por seu trabalho no rádio. Sua esposa, Mary Margaret McBride, era filha do cartunista Clifford McBride.